# Cykelleden Skåne Ystad-Båstad
Cykelleden Skåne Ystad-Båstad is een regionale langeafstandsfietsroute in Zweden. De route start in Ystad en eindigt in Båstad. De route is vernoemd naar het landschap Skåne waar de route doorheen voert. Het traject is bewegwijzerd in twee richtingen met de naam en het nummer 102 en is als regionale route onderdeel van de nationale fietsroutes van Zweden. De route is een van de drie routes door het landschap Skåne. 

## Traject
De route start in Ystad aan de Oostzee. Hier kan worden aangesloten op de EuroVelo EV10 Oostzeeroute en de nationale route Sydkustleden.
De route voert door het landschap Skåne en loopt tussen Hörby en Höör parallel met de regionale route Cykelleden Skåne Lomma-Kristianstad. De route gaat daarna door Nationaal park Söderåsen. In Klippan kruist de route de regionale route Cykelleden Skåne Ängelholm-Kristianstad.
Het eindpunt Båstad ligt aan het Kattegat. Hier kan worden aangesloten op de EuroVelo EV7 Route van de Zon en de landelijke route Kattegattleden.

## Aansluitingen met Europese routes
- In Ystad kan worden aangesloten op de EuroVelo EV10 Oostzeeroute.
- In Båstad kan worden aangesloten op de EuroVelo EV7 Route van de Zon.

## Aansluitingen met andere routes
- In Ystad kan worden aangesloten op de landelijke route Sydkustleden.
- Tussen Hörby en Höör loopt de route parallel met de regionale route Cykelleden Skåne Lomma-Kristianstad.
- In Klippan kruist de route de regionale route Cykelleden Skåne Ängelholm-Kristianstad.
- In Båstad kan worden aangesloten op de landelijke route Kattegattleden.